# Jaime Lorente
Jaime Lorente López (El Carmen, Murcia, 12 de diciembre de 1991) es un actor, cantante y escritor español, conocido por sus papeles de «Denver» en La casa de papel (2017-2021) y «Nano» en Élite (2018-2019), ambas de Netflix.

## Primeros años
Lorente nació y se crio en la ciudad de Murcia ubicada en el sureste de España. Tiene tres hermanos mayores llamados Mario, Almudena y Julia así como un hermano pequeño, José. Se formó en interpretación en La Escuela Superior de Arte Dramático de Murcia y tiene un máster en estudios avanzados por la UNIR. Recibió clases de danza contemporánea, pero siempre le ha gustado actuar.
También ha trabajado como modelo para diversas marcas como Amazzo o Bulgari.

## Carrera
Lorente ha actuado en la producción teatral Equus, por la que ganó el Premio al Mejor Actor en la primera edición de los Premios María Jesús Sirvent. También ha actuado en producciones teatrales como El público, La vengadora de las mujeres, El secreto a voces y De fuera vendrá.
En 2016, Lorente comenzó a actuar en la serie de Antena 3 El secreto de Puente Viejo como Elías Mato. En 2017, comenzó a interpretar a «Denver» en la serie de televisión La casa de papel, también emitida por aquel entonces en Antena 3. Después de la compra de los derechos de la serie por parte de Netflix, se convirtió en un boom internacional, convirtiéndose en la serie española más internacional de la historia, renovándose por varias temporadas más, y haciendo de sus actores, incluido Lorente, estrellas internacionales. La ficción finalizó en diciembre de 2021 en su quinta temporada. Por su interpretación fue nominado como mejor actor de reparto de televisión en los premios de la Unión de Actores y Actrices en la edición de 2018 y como mejor actor secundario de televisión en la edición de 2019. En 2018, interpretó a Nano en la serie original de Netflix Élite durante sus dos primeras temporadas. En 2020, comenzó a interpretar a Rodrigo Díaz de Vivar (El Cid) en la serie de ámbito histórico El Cid de Amazon Prime Video, que se mantuvo durante dos temporadas, siendo el principal protagonista.
A la vez que participaba en las mencionadas series televisivas, realizó interpretaciones en diversas películas. Comenzó rodando Historias románticas (un poco) cabronas en 2016, que fue emitida en 2018, año en el que estrenó Todos lo saben de Asghar Farhadi y La sombra de la ley de Dani de la Torre. Un año después, protagonizó la película original de Netflix ¿A quién te llevarías a una isla desierta?, dirigida por Jota Linares, junto a su entonces pareja, María Pedraza, y los actores Pol Monen y Andrea Ros.
En 2021, con el final de La casa de papel, se anunciaron diversos proyectos en los que se vería involucrado a lo largo de 2022. Primero, el rodaje de la película de terror Tin & Tina, basada en un cortometraje de 2013 dirigido por Rubin Stein, también director de la película. Más adelante, otro papel protagonista para la película 42 segundos junto a Álvaro Cervantes, dirigida por Álex Murrull y Dani de la Orden, que trata sobre cómo la selección española de waterpolo consiguió la medalla de plata en los Juegos Olímpicos de Barcelona, y donde interpreta a Pedro García Aguado. Finalmente, se anunció otro papel protagónico, esta vez para una serie televisiva sobre Ángel Cristo y Bárbara Rey, titulada Cristo y Rey, donde Lorente interpreta a Cristo.
En noviembre del 2022, comenzó a filmar la próxima serie original de Netflix Mano de Hierro junto a Chino Darín, Natalia de Molina y Enric Auquer. Lorente confirmó que el 19 de diciembre de 2024 peleara en Parense de Manos, un evento argentino organizado por Paren La Mano (Lucas Rodríguez, German Beder, Alfredo Montes de Oca, Joaquín Cavanna) y Coscu, en el estadio Estadio José Amalfitani frente a Nazareno Casero, actor argentino.

## Escritor
Además de sus carreras como actor y cantante, Lorente es un escritor publicado. En 2019, ha publicado un libro titulado «A propósito de tu boca», una colección de poemas que comenzó a escribir en el instituto.

## Vida personal
En el rodaje de La casa de papel conoció a Marta Goenaga, la responsable de vestuario de la serie, con la que comenzó una relación a principios de 2021. En noviembre de 2021 se convirtieron en padres de una niña llamada Amaia. En mayo de 2023 nació su segundo hijo, Luca.
Anteriormente, estuvo en una relación con la actriz María Pedraza, su compañera en las primeras temporadas de La casa de papel y Élite entre el 2018 hasta finales del 2020.

## Filmografía

### Cine
| Año  | Título                                     | Director                        | Personaje           | Notas               |
| ---- | ------------------------------------------ | ------------------------------- | ------------------- | ------------------- |
| 2018 | Todos lo saben                             | Asghar Farhadi                  | Luis                |                     |
| 2018 | Historias románticas (un poco) cabronas    | Alejandro González Ygoa         | David               |                     |
| 2018 | La sombra de la ley                        | Dani de la Torre                | León                |                     |
| 2019 | ¿A quién te llevarías a una isla desierta? | Jota Linares                    | Marcos              | Película de Netflix |
| 2019 | Bedspread                                  | Ángel Villaverde                | Fran                | Cortometraje        |
| 2020 | La casa de papel: El fenómeno              | Pablo Lejarreta y Luis Alfaro   | Él mismo            | Película documental |
| 2021 | Hermanos                                   | Santiago Zannou                 | Jaime               | Cortometraje        |
| 2022 | Tin & Tina                                 | Rubin Stein                     | Adolfo              |                     |
| 2022 | 42 segundos                                | Alex Murrull y Dani de la Orden | Pedro García Aguado |                     |
| 2024 | Disco, Ibiza, Locomía                      | Kike Maíllo                     | Xavi Font           |                     |

### Televisión
| Año       | Título                              | Personaje                        | Notas                                  |
| --------- | ----------------------------------- | -------------------------------- | -------------------------------------- |
| 2016      | El secreto de Puente Viejo          | Elías Mato                       | Elenco principal; 138 episodios        |
| 2017–2021 | La casa de papel                    | Daniel «Denver» Ramos            | Elenco principal; 41 episodios         |
| 2017      | La casa de papel: Tercer grado      | Él mismo                         | Docuserie; 5 episodios                 |
| 2018–2019 | Élite                               | Fernando «Nano» García Domínguez | Elenco principal (T1-T2); 13 episodios |
| 2020–2021 | El Cid                              | Rodrigo Díaz de Vivar            | Protagonista; 10 episodios             |
| 2021      | La casa de papel: de Tokio a Berlín | Él mismo                         | Docuserie; 2 episodios                 |
| 2023      | Cristo y Rey                        | Ángel Cristo                     | Protagonista; 8 episodios              |
| 2024      | Mano de hierro                      | Néstor                           | Elenco principal; 8 episodios          |

### Teatro
- 2020: Matar cansa, como David Picazo.
- Otras obras teatrales : Equus, El Público, La Vengadora de Las Mujeres, El Secreto a Voces, De Fuera Vendrá.

## Música

### Canciones
- 2020 : Corazón
- 2020 : Acércate
- 2021 : Mirando al Sol
- 2021 : Saturday
- 2022 : El Chaval
- 2022 : Lengua de Gata

### Álbum
- 2022 : La Noche

### Colaboraciones
- 2020 : Romance (Tema de ''El Cid'') feat. Deva y Natos y Waor
- 2021 : Sra Smit feat. Milena Smit
- 2022 : Guapo y Loco feat. Natos y Waor

## Premios y nominaciones
| Premio                      | Año  | Categoría                            | Trabajo          | Resultado | Ref.   |
| --------------------------- | ---- | ------------------------------------ | ---------------- | --------- | ------ |
| Unión de Actores y Actrices | 2018 | Mejor actor de reparto de televisión | La casa de papel | Nominado  | [ 21 ] |
| Unión de Actores y Actrices | 2019 | Mejor actor secundario de televisión | La casa de papel | Nominado  | [ 22 ] |